# Octavian Ursu

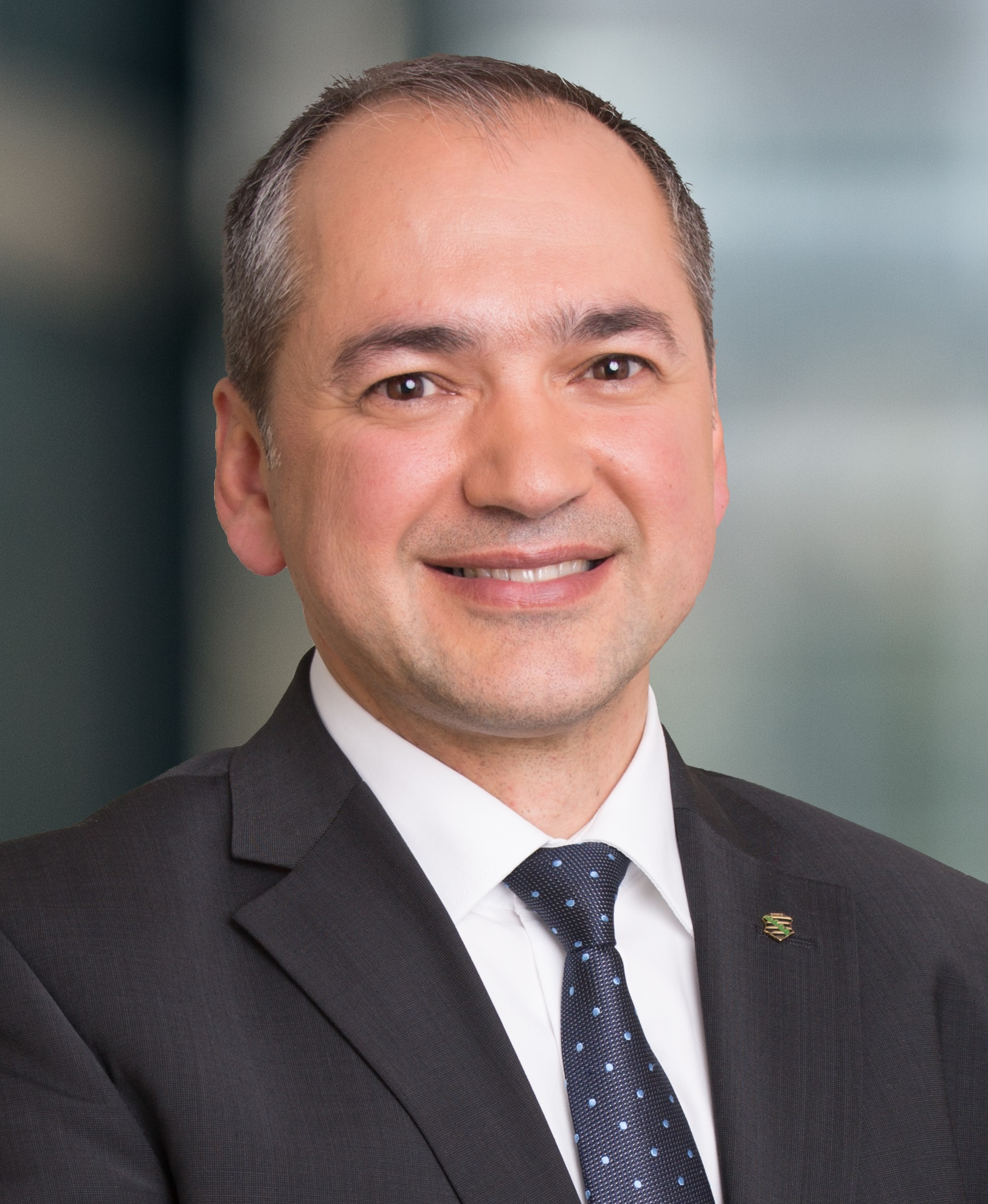
Octavian Ursu (2016)

Octavian Ursu (* 28. Oktober 1967 in Bukarest, Rumänien) ist ein deutscher Politiker der CDU und seit 2019 Oberbürgermeister von Görlitz.

## Leben
Ursu wuchs in Bukarest auf und legte dort 1986 sein Abitur ab. Im Anschluss schrieb er sich an der Nationalen Musikuniversität Bukarest ein und studierte Musik und Pädagogik, was er 1990 mit dem Erlangen des Staatsexamens abschloss.
1990 siedelte er nach Deutschland über, wo er eine Stellung als Solo-Trompeter in der Neuen Lausitzer Philharmonie in Görlitz annahm. Begleitend dazu nahm er an der Robert-Schumann-Hochschule Düsseldorf ein Studium der Musik auf, wo er 1994 den Grad eines Diplom-Musikers erlangte.
Zwischen 1998 und 2014 führte Octavian Ursu zusätzlich Lehrtätigkeiten an der Hochschule für Kirchenmusik und an der Musikschule „J. A. Hiller“ in Görlitz aus. Von 2000 bis 2010 war er Vorsitzender des Betriebsrates des Musiktheaters Görlitz und von 2010 bis 2014 Vorsitzender des Gesamtbetriebsrates des Gerhart-Hauptmann-Theaters Görlitz-Zittau.
Ursu ist verheiratet und hat zwei Töchter. Er ist rumänisch-orthodoxer Konfession.

## Politik
Ursu ist seit 2009 Mitglied der CDU. Im selben Jahr zog er in den Görlitzer Stadtrat ein und wurde stellvertretender Fraktionsvorsitzender. 2010 wurde er zum Vorsitzenden des CDU-Stadtverbandes Görlitz gewählt und wiederum nur ein Jahr später zum Mitglied des CDU-Kreisvorstandes Görlitz, den er später zwischen 2015 und 2019 als Vorsitzender leitete. Bei den 6. Sächsischen Landtagswahlen 2014 zog er als Direktkandidat im Wahlkreis 58, Görlitz 2, mit 37,1 % der Erststimmen in das sächsische Parlament ein.
2015 wurde er in den Kultursenat des Freistaates Sachsen sowie in das Kuratorium der Sächsischen Landeszentrale für politische Bildung gewählt. Darüber hinaus übernahm er im selben Jahr den Vorsitz des temporären Arbeitskreises „Integration und Zuwanderung“ und wurde als Mitglied in den Landesfachausschuss „Innere Sicherheit“ berufen. Seit November 2015 ist er gewählter Beisitzer im Landesvorstand der CDU Sachsen und Vorsitzender der CDU im Landkreis Görlitz. Im Herbst 2016 wurde Octavian Ursu vom Ministerpräsidenten des Freistaates Sachsen in das Kuratorium der Stiftung Entwicklung und Frieden entsandt.
Bei der Wahl des Oberbürgermeisters der Stadt Görlitz im Jahr 2019 kam er im ersten Wahlgang mit 30,3 % der Stimmen auf das zweitbeste Ergebnis hinter dem Kandidaten der AfD, Sebastian Wippel (36,4 %). Nachdem die knapp hinter Ursu platzierte grüne Landtagsabgeordnete Franziska Schubert sowie die Kandidatin der Linken nicht erneut antraten, erreichte er im zweiten Wahlgang am 16. Juni 2019 nach dem endgültigen Ergebnis 55,2 % der Stimmen und wurde mit 14.043 Stimmen gegen 11.390 für den AfD-Kandidaten zum neuen Oberbürgermeister gewählt, bei einer Wahlbeteiligung von 55,9 %. Ursu trat sein Amt am 1. August 2019 an.

## Ehrenamt
Vor seiner Tätigkeit als Oberbürgermeister engagierte sich Octavian Ursu für musikalische und kulturelle Einrichtungen im Raum Görlitz. So war er unter anderem Vorsitzender des Musikschulträgervereines „J. A. Hiller“ in Görlitz, Beisitzer im Vorstand der Görlitzer Volkshochschule e. V. und Mitglied im Kuratorium der Evangelischen Kulturstiftung Görlitz, die Eigentümerin der von Wendel Roskopf vollendeten Nikolaikirche ist.